# Riu Don
|  | Aquest article tracta sobre el riu rus. Si cerqueu altres rius, vegeu «Don». |

El riu Don (en rus: Дон) és un riu de Rússia que neix al llac Ivan (Ivan Ozero). El riu era conegut en grec, durant els temps dels antics escites, com a Tànais i ha estat una ruta de comerç essencial des d'aleshores. El seu curs fou considerat antigament el límit entre Europa i Àsia. Desaigua a la mar d'Azov.
Des de la seva font, el riu primer flueix cap al sud-est a Vorónej, després cap al sud-oest. La ciutat més important que travessa el riu és Rostov del Don i el Donets és el seu principal afluent. En el seu extrem oriental, el Don passa prop del Volga i els dos rius estan units pel canal Volga-Don, una important via de navegació amb una longitud d'uns 105 km. La seva conca es troba entre la conca del Dniéper a l'oest, la conca inferior del Volga immediatament a l'est i la conca d'Okà (afluent del Volga) al nord. Els nadius de bona part de la conca eren nòmades eslaus.
Aquesta part del riu fou l'escenari de l'Operació Urà, que a la Segona Guerra Mundial marcà l'inici de la contraofensiva soviètica en la batalla de Stalingrad.

## Geografia
El Don neix a la ciutat de Novomoskovsk a una altura de 180 m i a 60 km al sud-est de Tula (i a 193 km al sud de Moscou), i flueix 1.870 km fins al mar d'Azov, donant lloc a un delta amb una superfície de 540 km². La meitat superior del riu serpenteja subtilment cap al sud, però la seva meitat inferior consisteix en una gran corba oriental, inclosa Vorónej, fent que el seu tram final, un estuari, s'executi cap a l'oest sud-oest. La ciutat principal del riu és Rostov del Don. El seu principal afluent és el Síverski Donets, centrat a l'extrem mig-oriental d'Ucraïna, l'altre país de la conca global. A l'est d'una sèrie de tres grans rescloses de vaixells i estanys associats hi ha els 101 km del Canal Volga-Don.
El Don té totes les característiques d'un riu de terra baixa. El seu pendent mitjà varia poc des de la seva font fins a la seva desembocadura amb un valor baix, igual al 0,1%. El riu flueix en vastes planes inundables al llarg del seu curs excepte als voltants de Kalatx-na-Donú, on la seva vall s'estreny bruscament.

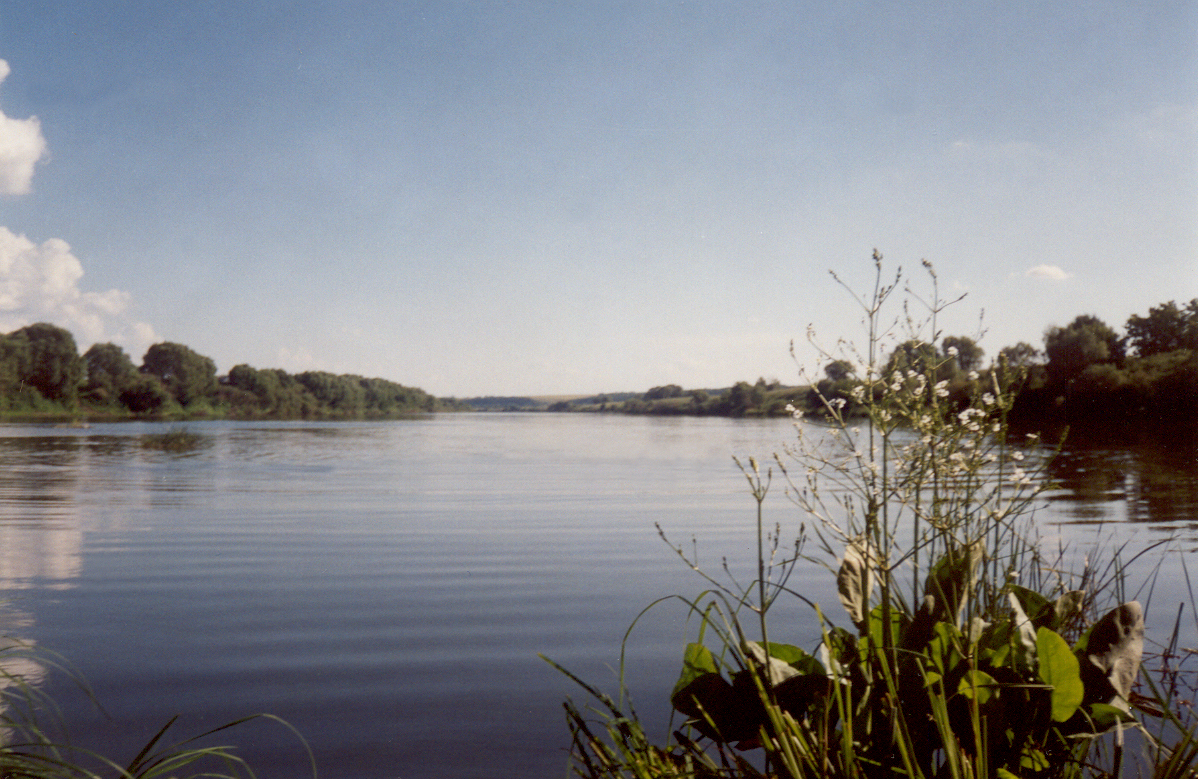
El Don prop de Ielets a la província de Lipetsk.

La Vall del Don, com altres rius de la regió, té un aspecte asimètric. Els marges del marge dret del riu són alts i costeruts mentre que els del marge esquerre són baixos i plans. Des del seu naixement, el riu passa per Vorónej i flueix primer en direcció sud-est cap a Volgograd on, mentre es troba a 50 km del Volga (abans el lloc d'un volok, avui Canal Volga-Don), fa un revolt de 90° cap al sud-oest fins a la seva desembocadura.
En el punt més oriental del seu curs, el Don s'acosta al Volga. En aquest punt, es va construir la presa-embassament de Tsimliansk, que forma un embassament de 2.700 km².

## Hidrologia
El Don té un règim de neu de terra baixa. El riu comença a congelar-se a finals de novembre-principis de desembre. Es congela 140 dies a l'any a la part alta del seu curs contra 30 a 90 dies a la part baixa.
El cabal del riu es va observar durant 94 anys (1891-1984) a Razdorskaya, una localitat situada a uns 90 km aigües amunt de Rostov del Don, per tant, a 125 km de la sortida del Don al mar d'Azov.
A Razdorskaya, el cabal mitjà anual observat durant aquest període va ser de 790 m3/s per a una àrea de drenatge de més o menys 378.000 km², o el 88,8% de tota la conca fluvial. El cabal anual d'aigua a la conca va ascendir, doncs, a 66 mm, la qual cosa és força mediocre, en relació amb les baixes precipitacions registrades en general a la seva conca.

## Història
Segons la hipòtesi de Kurgan, la regió del riu Volga-Don va ser la pàtria dels protoindoeuropeus cap al 4000 aC. El riu Don va funcionar com un fèrtil bressol de la civilització on la cultura camperola neolítica del Pròxim Orient es va fusionar amb la cultura de caçadors-recol·lectors dels grups siberians, donant lloc al pasturatge nòmada dels protoindoeuropeus. La tribu eslava oriental dels Abans va habitar el Don i altres zones del sud i el centre de Rússia. La zona al voltant del Don va ser influenciada per l'Imperi Romà d'Orient perquè el riu era important per als comerciants de l'Imperi Romà d'Orient.
A l'antiguitat, el riu era vist com la frontera entre Europa i Àsia per alguns geògrafs grecs antics. Al Llibre dels Jubileus, s'esmenta com a part de la frontera, començant pel seu punt més oriental fins a la seva desembocadura, entre els lots dels fills de Noè, el de Jàfet al nord i el de Sem al sud.  Durant els temps dels antics escites era conegut en grec com el Tanaïs (Τάναϊς) i ha estat una ruta comercial important des d'aleshores. Tànais apareix a les fonts gregues antigues com el nom del riu i d'una ciutat sobre ell, situada als pantans de Meòcia. Els grecs també anomenaven el riu Iazartes (Ἰαζάρτης). Plini dona el nom escita del Tànais com Silys.
Segons una font grega anònima, que històricament (però no amb certesa) ha estat atribuïda a Plutarc, el Don va ser la llar de les llegendàries Amazones de la mitologia grega.
S'ha especulat que l'àrea al voltant de l'estuari va ser la font de la pesta negra a mitjans del segle xiv.
Tot i que els geògrafs antics coneixien el Don inferior, els seus trams mitjans i superiors no van ser cartografiats amb cap precisió abans de la conquesta gradual de la zona per part del Tsarat Rus al segle XVI.
Els cosacs de Don, que van poblar la fèrtil vall del riu als segles xvi i XVII, van rebre el nom del riu.
El fort de Donkov va ser fundat pels prínceps de Riazan a finals del segle xiv. El fort es trobava al marge esquerre del Don, a uns 34 km de la ciutat moderna de Dankov, fins al 1568, quan va ser destruïda pels tàtars de Crimea, però aviat va ser restaurada en un lloc millor fortificat. Es mostra com Donko a l'Atles de Mercator (1596). Donkov va ser traslladada novament el 1618, apareixent com a Donkagorod al mapa de Joan Blaeu de 1645.
Tant Blaeu com Mercator segueixen la tradició cartogràfica del segle XVI de deixar que el Don s'originés en un gran llac, anomenat Resanskoy ozera per Blaeu. Mercator segueix Giacomo Gastaldo (1551) en mostrar una via fluvial que connecta aquest llac (Gastaldo l'anomena Ioanis Lago, i Mercator Odoium lac. Iwanowo et Jeztoro) fins a Ryazan i el riu Oka. Mercator mostra Mtsensk (Msczene) com una gran ciutat en aquesta via fluvial, suggerint un sistema de canals que connecten el Don amb el Zusha (Schat) i Upa (Uppa) centrat en un assentament Odoium, conegut com a Odoium lacum (Juanow ozero) al mapa fet pel baró Augustin von Mayerberg, líder d'una ambaixada al Tsarat Rus el 1661.
En la literatura moderna, la regió del Don va aparèixer a l'obra And Quiet Flows the Don de Mikhail Aleksandrovich Sholokhov, un escriptor guanyador del premi Nobel de la stanitsa de Veshenskaya.
L'únic tanc T-34 soviètic que quedava de la Segona Guerra Mundial es va recuperar del riu Don al segle XXI. Durant la Segona Guerra Mundial a finals de 1943, Alemanya ja s'estava retirant. Unitats hongareses senceres van ser destruïdes en combat amb els Aliats de la Segona Guerra Mundial a la vora del riu Don.

## Preses i canals

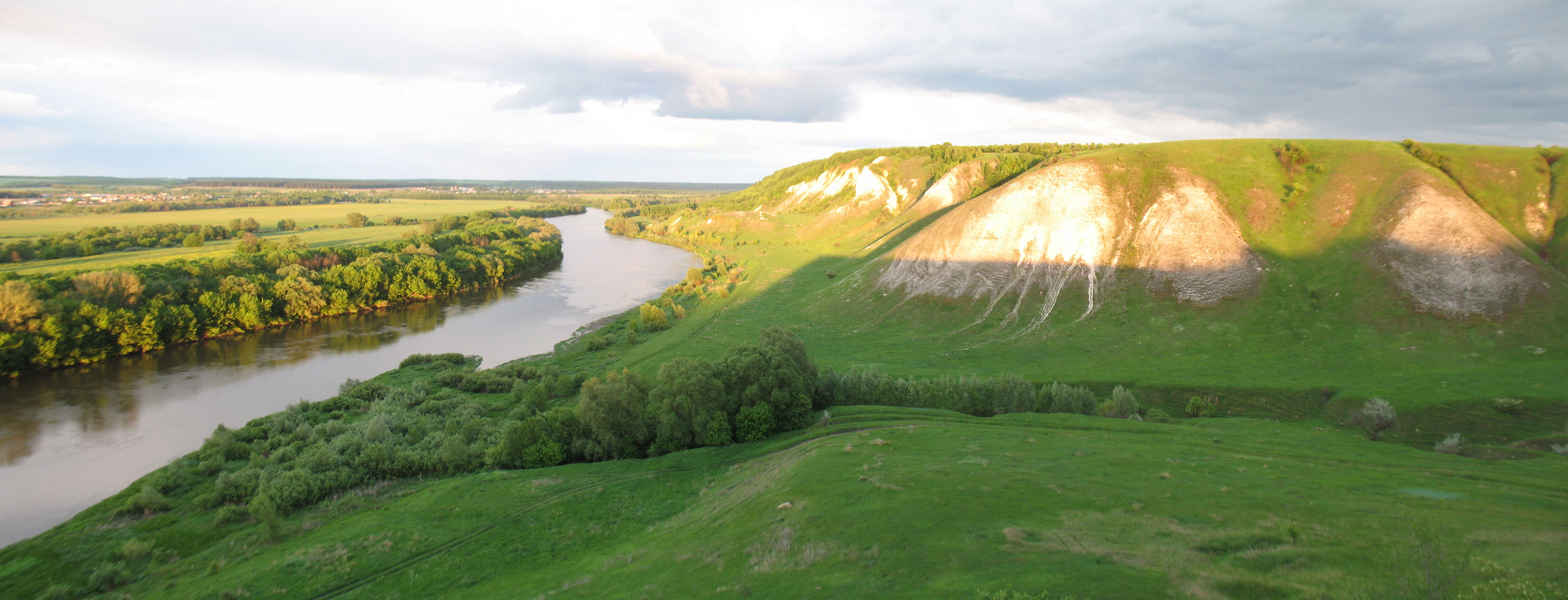
Riu Don a l'oblast de Voronezh

En el seu punt més oriental, el Don es troba a 100 km del Volga. El Canal Volga-Don, 101 km, connecta els dos. És una via navegable ampla i profunda capaç de transportar vaixells de la mida dels petroliers. És un dels dos que permet als vaixells sortir de la mar Càspia, l'altre, una sèrie, connectat a la mar Bàltica. El nivell del Don on es connecta és elevat per la presa de Tsimlyansk, formant l'embassament de Tsimlyansk.
Durant elssegüents 130 km per sota de la presa de Tsimlyansk, la profunditat del Don es manté per la seqüència de tres complexos de resclosa i vaixell: la resclosa de vaixells Nikolayevsky (Николаевский гидроузел), la resclosa de vaixells de Konstantinovsk (Константиноговсдели) i la més coneguda de les tres, la Kochetovsky (Кочетовский гидроузел). La resclosa – Kochetovsky – construïda el 1914-19 i duplicada el 2004-08, té 7,5 km aigües avall de la descàrrega del Severski Donets i 131 km aigües amunt de Rostov del Don. És a 47° 34′ 07″ N, 40° 51′ 10″ E / 47.56861°N,40.85278°E. Aquesta instal·lació, amb la seva presa, manté un cap d'aigua navegable localment i al tram més baix del Severski Donets. Aquest és actualment l'última enclosa del Don; a sota, la navegació de gran calat es manté mitjançant el dragatge.
Per tal de millorar les condicions de navegació als trams baixos del Don, les autoritats fluvials donen suport als plans d'una o dues preses baixes més amb rescloses. Aquests seran al districte de Bagayevsky i possiblement al districte d'Aksaysky.

## Afluents

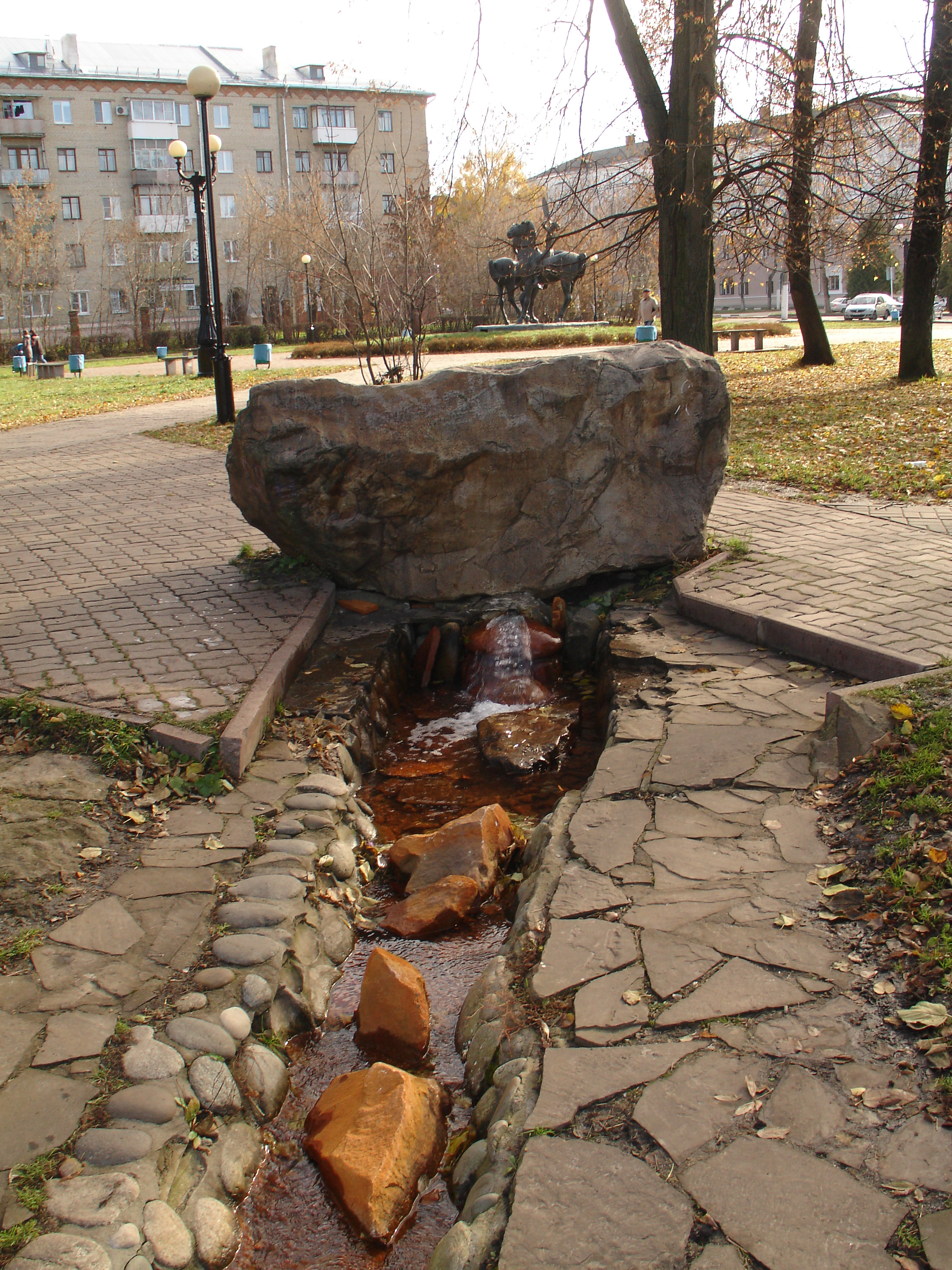
Font del Don a Novomoskovsk, óblast de Tula.

Principals afluents des del naixement fins a la desembocadura:
- Nepryadva
- Krasivaya Mecha
- Bystraya Sosna
- Veduga
- Voronezh
- Tikhaya Sosna
- Bityug
- Osered
- Chyornaya Kalitva
- Khopyor – 1010 km
- Medveditsa
- lovlya
- Chir
- Seversky Donets – 1053 km[4]
  - Aidar – 264 km
- Sal
- Manych
- Aksay
- Temernik